# Abraham Jacobsz. Hulk
Abraham Jacobsz. Hulk (Amsterdam, gedoopt 31 december 1751 - na 1817) was een Nederlandse tekenaar, prentkunstenaar, etser en graveur.

## Leven en werk
Hulk werd in 1751 in Amsterdam gedoopt als zoon van Jacob Hulk en Jannetje Peijse. Hulk ontwikkelde zich tot tekenaar, etser en graveur. Hij kreeg les van de graveur en tekenaar Reinier Vinkeles. In het prentenkabinet van het Amsterdamse rijksmuseum zijn meer dan honderd prenten van zijn hand in de collectie opgenomen. Hulk werkte tot 1788 in Amsterdam. Hij was patriottisch gezind. In 1785 maakte hij de prent "Allegorie op de burgerbewapening", die opgedragen werd "Aan alle Vrijheid en Vaderlandlievende Genootschappen van Wapenhandel in de Verenigde Nederlanden". In 1786 maakte hij het embleem voor "Burgerhart", een patriottisch genootschap in Alkmaar en een gravure van de voor- en achterzijde van een vaandel van het Amsterdamse exercitiegenootschap "Tot Nut der Schuttery". Ook diverse leiders van de patriotten werden door hem in gravures weergegeven, waaronder Joan Derk van der Capellen tot den Pol. Waarschijnlijk moest hij na 1787 om politieke redenen uitwijken, via Brussel, naar Parijs. Daar verschenen gedurende zo'n dertig jaar door hem gemaakte prenten. De laatste prent van hem is gedateerd in 1817. Ook zijn naamgenoot en neef Abraham Pietersz. Hulk, de in 1752 geboren zoon van Pieter Hulk en Annetje Peijse, was tekenaar. Beiden hebben nauw samengewerkt. 

## Bibliografie

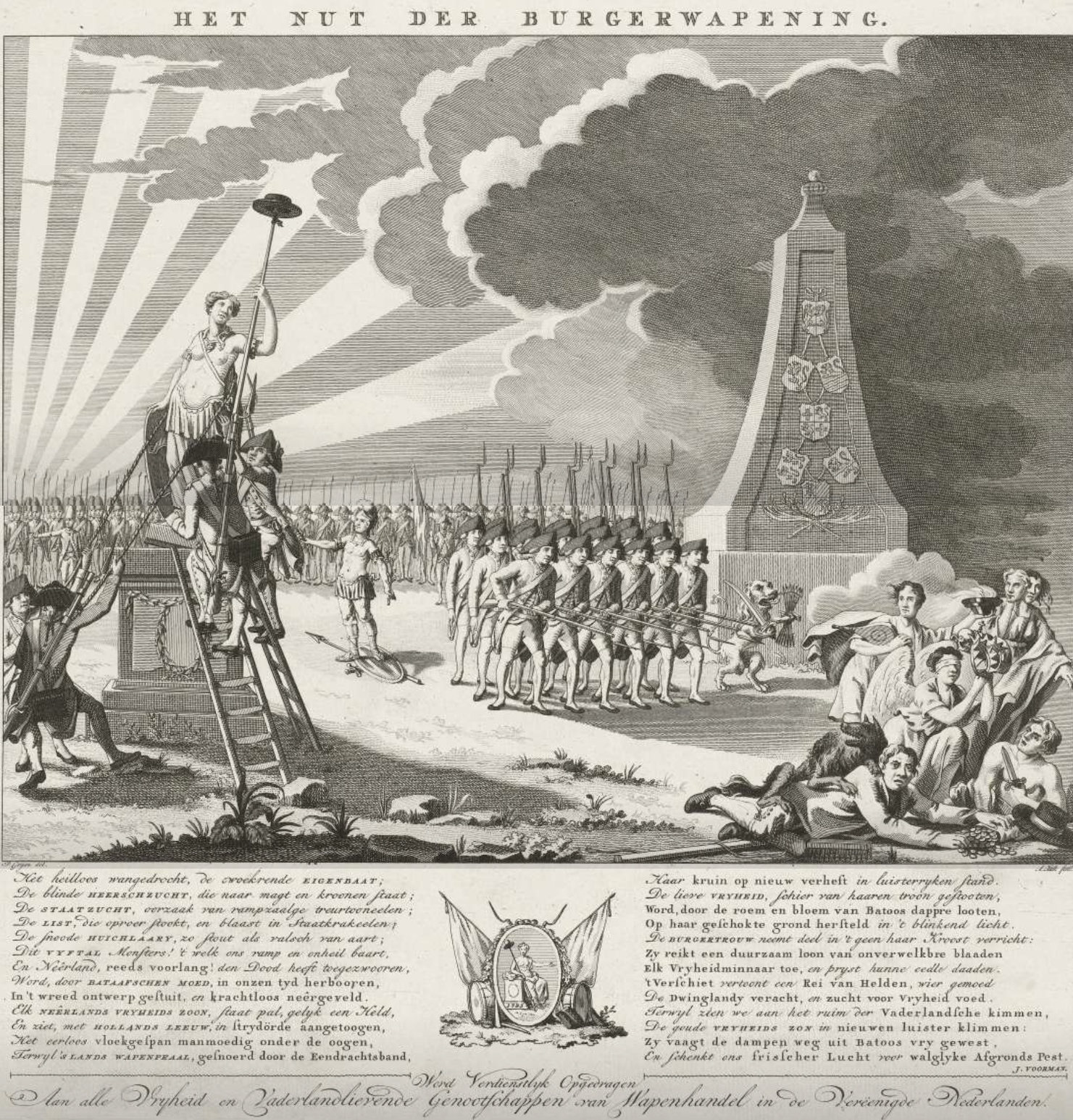
"Allegorie op de burgerbewapening" Het nut der burgerwapening (prent uit 1785)